# Downtown Dubai
Downtown Dubai (in arabo وسط مدينة دبي‎?), anche conosciuto come Downtown Burj Khalifa (in arabo برج خليفة‎?), è un quartiere (o comunità) di Dubai, negli Emirati Arabi Uniti. Si trova nell'area meridionale di Bur Dubai. Il quartiere ospita il Burj Khalifa, il grattacielo che con i suoi 828 m è il più alto del mondo.

## Territorio
Il territorio si sviluppa su un'area di 2,7 km² sul lato orientale della Sheikh Zayed Road (anche conosciuta come E11) fra lo svincolo di Financial Centre Road (rotonda della Difesa) a nord e la Burj Khalifa Street a sud. La Al Asayel Street delimita il quartiere a sud-est.
Downtown Dubai è un moderno quartiere residenziale e commerciale costituito quasi interamente da grattacieli che ospitano hotel e residenze di lusso, centri per lo shopping e luoghi di intrattenimento. Il quartiere è stato costruito a partire dagli anni 2000 da Emaar Properties, una società di costruzioni edili con sede a Dubai fra le più grandi al mondo. Il quartiere può essere suddiviso in due aree: l'area centrale racchiusa quasi interamente dal Muhammad Bin Rashid Boulevard e l'area all'esterno di tale boulevard.
Il Muhammad Bin Rashid Boulevard è una delle strade più prestigiose di Dubai. Lungo il suo percorso quasi circolare, fiancheggiato in gran parte da palme, si possono trovare, oltre a bar e ristoranti di tutte le nazionalità, anche alcune sculture ispirate alla cultura locale. Fra queste la scultura Wings of Mexico dell'artista messicano di fama internazionale Jorge Marin, realizzata nel 2010. Un'altra opera degna di nota è quella denominata Together dello scultore siriano Lutfi Romhein, che raffigura un uomo e una donna in abiti tradizionali arabi. La figura maschile è in marmo bianco proveniente dall'Italia e la figura femminile in granito nero proveniente dalla Svezia. La strada, lunga circa 3,5 chilometri, si chiamava inizialmente Emaar Boulevard ed è stata rinominata in onore delle sceicco Mohammed bin Rashid Al Maktum, attuale sovrano di Dubai. La strada è a 4 corsie ed è dotata di piste ciclabili.

### Area centrale
L'area centrale di Downtown Dubai racchiude il lago artificiale chiamato Burj Khalifa Lake, il Burj Park e alcuni fra gli edifici e strutture più iconici di tutta Dubai:
- Burj Khalifa: è il grattacielo più alto del mondo. Si innalza per 828 m per un totale di 163 piani. La sua costruzione è iniziata nel 2004, ed è stato inaugurato nel 2010.[4] Ospita uffici, locali commerciali, residenze private e persino una moschea. Al suo interno si trovano anche alcuni famosi ristoranti e l'	Armani Hotel di Dubai.[5] Il grattacielo dispone di due punti di osservazione. Il primo, chiamato  At the Top, è stato aperto il 5 gennaio 2010 e si trova al 124º piano a 452 m. di altezza ed è dotato di una terrazza all'aperto con vista a 360° sullo spazio sottostante. Un secondo punto di osservazione, chiamato At the Top Sky, è stato aperto il 15 ottobre 2014, in corrispondenza del 148º piano a 555 m. di altezza. Questo secondo punto di osservazione è al chiuso, ma è totalmente vetrato e permette quindi una vista completa dello spazio circostante. Questo punto di osservazione è stato il più alto del mondo fino al giugno 2016 quando è stato superato da quello della Shanghai Tower che si trova a 562 m di altezza.

- Address Downtown: questo edificio è alto 302 m. per un totale di 63 piani e dopo il Burj Khalifa è il secondo edificio più alto del quartiere. Si trova nella zona centrale di Downtown, fra il Dubai Mall e la Citta Vecchia. La struttura ospita un hotel a 5 stelle con 196 camere e 626 appartamenti.[6]

- Fontana di Dubai: è una fontana coreografica realizzata nel lago Burj Khalifa. È composta da alcune centinai di getti potentissimi in grado di scagliare l'acqua a oltre 150 metri di altezza. La direzione e la potenza del getto sono gestiti da dei computer che sincronizzano i getti con le luci, fornite da oltre 6.000 fari e proiettori, e la musica al fine di realizzare un effetto scenografico unico al mondo.[7]

Gli spettacoli delle fontane danzanti al suono della musica vengono effettuati tutti i giorno a partire dalle ore 18:00 fino alle 23:00 a distanza di 30 minuti. Per ammirare meglio gli spettacoli è stata realizzata una piattaforma galleggiante, chiamata Dubai Fountain Borderwalk, lunga circa 300 metri, che consente di avvicinarsi a soli 9 metri dalle fontane. Tuttavia mentre gli spettacoli sono gratuiti, l'accesso al Borderwalk è a pagamento. Un'altra possibilità di fruire dello spettacolo della fontana è quello di utilizzare un servizio chiamato Dubai Fountain Lake Ride che consiste nel guardare la fontana a bordo di una abra a motore che imbarca fino a sei passeggeri dalle rive del lago e li porta a fare un giro del lago costeggiando le fontane e poi tornando al punto di partenza. Il servizio, a pagamento, è sincronizzato con gli orari degli spettacoli e la gita in barca dura 20-25 minuti.
- Residences Downtown: è un complesso di 6 torri che si trova sul versante ovest del Burj Lake. Le torri sono state completate fra il 2005 e il 2007 e la loro altezza varia fra un minimo di 76 m. (26 piani) della Residences Tower 6, ad un massimo di 140 m. (42 piani) della Residences Tower 1. La Residences Tower e è chiamata anche Ramada Downtown Dubai in quanto ospita l'omonimo hotel. Le altre torri, a parte la 2, sono destinate a uso residenziale di lusso.[9]

- Dubai Mall: è il più grande centro commerciale di Dubai e degli Emirati. Ha una superficie totale di vendita al dettaglio di 502.000 m2 e ospita oltre 1200 negozi inclusi due grandi magazzini, le Galeries Lafayette e Bloomingdale's, il negozio di giocattoli Hamleys di Londra, il supermercato Waitrose dal Regno Unito e la libreria internazionale Book World by Kinokuniya dal Giappone.[10] Il centro ospita anche una serie di attrazioni, fra cui un acquario, una pista di pattinaggio, un cinema con quattro sale di proiezione e un teatro, un parco divertimenti, un parco a tema di edutainment interattivo per bambini nonché Time Out Market,[11] un hotspot culinario con 17 chef e ristoratori locali selezionati dagli editori di Time Out Dubai.

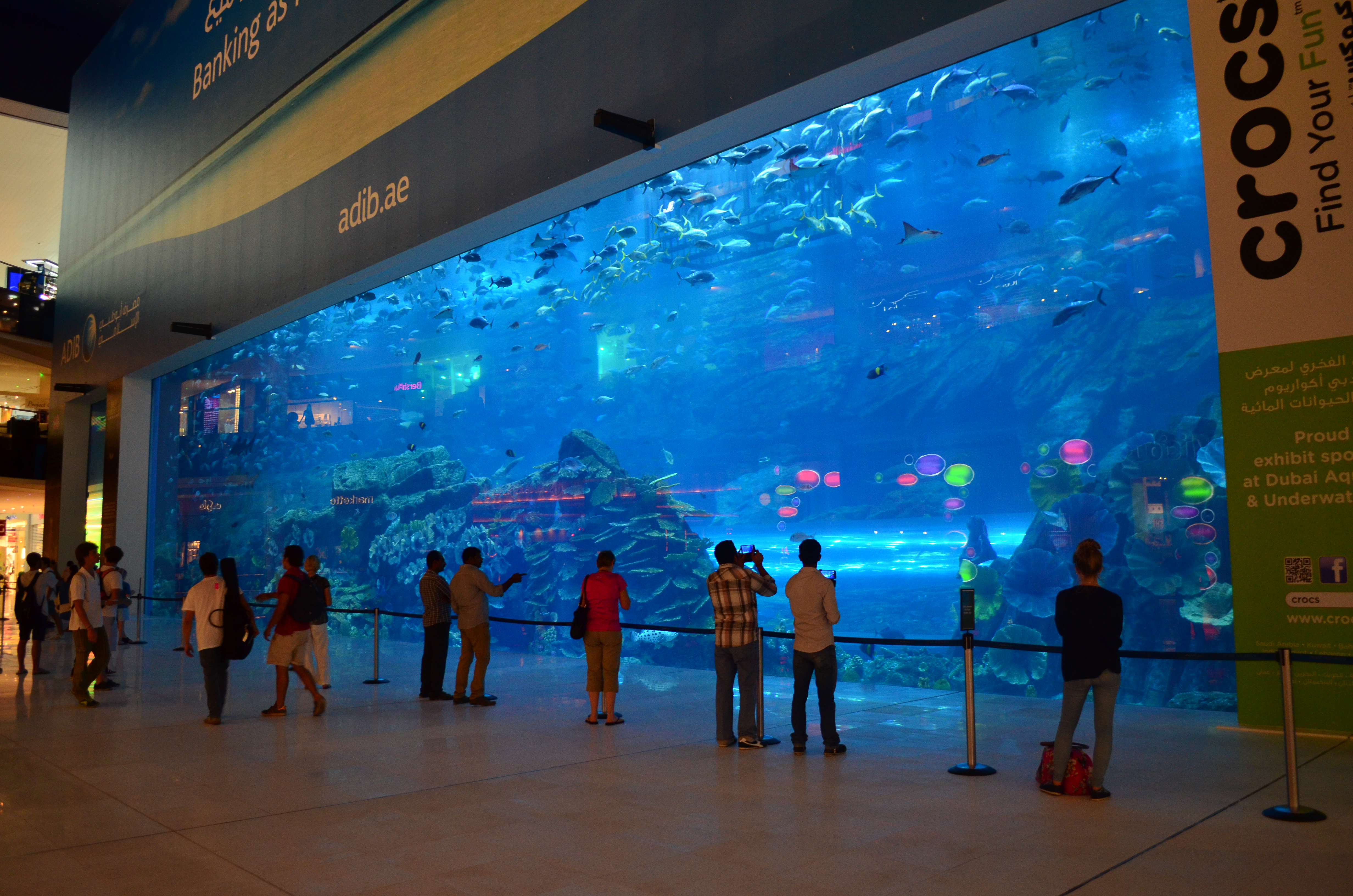
Pannello per l'osservazione dell'acquario di Dubai

- - Dubai Aquarium e Zoo Sottomarino: l'Aquarium si trova all'interno del Dubai Mall ed è uno dei più grandi del mondo con un volume di 10 milioni di litri. È dotato di un vetro panoramico di 32,88 metri di larghezza x 8,3 metri di altezza x 750 mm di spessore e con un peso di 245.614 kg. e di un tunnel sottomarino in vetro lungo 48 metri che permette una visione a 270° dell'ambiente sommerso circostante. Ospita oltre 33.000 mila specie marine. Lo zoo degli animali sottomarini si trova al 2º piano del centro commerciale. Si compone di tre zone: "Rainforest", "Rocky Shore" e "Ocean Life" e contiene 40 acquari separati e altri reperti. Lo zoo ospita una varietà di creature tra cui pinguini, foche, coccodrilli, piranha, granceole, topi muschiato, pesce gatto gigante, lucertole, pesci tigre e rane dardo.[12][13]

- Souk Al Bahar: è una zona commerciale che si trova in riva al lago vicino al Dubai Mall e di fronte al Burj Khalifa. Il Souk Al Bahar (che si traduce come "mercato dei marinai") è una versione moderna del tradizionale mercato di strada arabo. Vi si accede tramite una passerella pedonale che parte dal Dubai Mall e tramite il Souk Al Bahar Bridge passa sopra le acque del laghetto artificiale di Downtown Dubai, il Burj Khalifa Lake. Costruito nel tradizionale stile arabo, il Souk Al Bahar fa parte della Città Vecchia edificata nel 2006. All'interno ci sono decine di negozi oltre a diverse bancarelle di artigiani e numerosi ristoranti e caffè.[14]

- Grande Tower: è un grattacielo all'interno del quartiere dell'Opera. Il progetto è stato presentato da Emaar nel 2016 e la costruzione è iniziata nel 2017. Il progetto prevede il completamento entro il 2022, e alla data attuale (novembre 2022) è ancora in fase di costruzione. La parte strutturale è stata realizzata, ma la l'edificio non è ancora completato in tutte le sue parti.[15] L'edificio prevede 78 piani e ospiterà negozi, servizi e 866 appartamenti di lusso.

- Dubai Opera: è un edificio multifunzionale che può essere utilizzato come teatro, come sala concerti o come sala per ospitare conferenze o mostre. La costruzione dell'edificio è iniziata nel 2013 ed è stata completata nel 2016. Il design dell'edificio è ispirato alla storia marittima di Dubai, e quindi la sua forma ricorda il dhow arabo. L'edificio è situato nella zona centrale di Downtown Dubai, fra il Burj Khalifa e il Burj Park, proprio di fronte al lago artificiale che ospita la Fontana di Dubai. Lo spazio interno è flessibile in modo che l'edificio possa essere utilizzato come teatro, sala da concerto o luogo piano per ospitare banchetti, eventi o mostre. Nella sua massima configurazione l'edificio può fornire circa 2.000 posti a sedere. Di questi posti circa 900 possono essere facilmente rimossi e riposti nei locali sottostanti, pronti per essere riposizionati all'occorrenza, in modo da trasformare il teatro in un luogo adatto ad ospitare una serie di eventi quali banchetti, fiere, mostre, ricevimenti e feste.[16][17]

### Area esterna
L'area esterna al Muhammad Bin Rashid Boulevard contiene per lo più complessi residenziali e per uffici, fra cui i più significativi sono:
- Old Town: è una sottocomunità di Downtown Dubai a sud del lago artificiale di Burj Khalifa, fra Mohammed Bin Rashid Boulevard e Al Ohood Street.[18] Questo è un quartiere residenziale pedonale ispirato all'architettura araba tradizionale. Ci sono 35 edifici suddivisi in sei zone: Yansoon, Zaafaran, Reehan, Zanzebeel, Kamoon e Miska. Tutta l'area è stata edificata nel 2006. Tutti gli edifici residenziali sono alti da quattro a sette piani. Il quartiere si trova a breve distanza a piedi dal Souk Al Bahar, dal Dubai Mall, dal Burj Khalifa e dalla Fontana di Dubai.[19] Una ulteriore zona, chiamata Al Tajer Residences (o Old Town Island), anch'essa costituita da edifici bassi in stile arabo, è stata realizzata tra il 2006 e il 2009. L'area si trova fra Mohammed Bin Rashid Boulevard e il Souk Al Bahar.[20]
- Burj Vista Towers: ovvero Burj Vista Tower 1 (254 m) e Burj Vista Tower 2 (98 m.). Il Burj Vista si trova su Mohammed Bin Rashid Boulevard, nel quartiere dell'Opera. La Burj Vista Tower 1 è alta 65 piani e la Torre 2 è alta 20 piani. Il complesso Vista ospita 520 appartamenti di lusso nella Torre 1 e 120 nella Torre 2.[21]
- Forte Towers: è un complesso di 2 torri che si trova nella zona ovest del quartiere, lungo il Muhammad Bin Rashid Boulevard. La costruzione di questo complesso è stata annunciata da Emaar nel 2015, ma i lavori sono iniziati nel 2017 con l'ipotesi di terminare entro il 2022. Alla data (ottobre 2022) è terminata per entrambe le torri la realizzazione della parte strutturale, ma la costruzione non è ancora completata. Forte Tower 1 ha 74 piani ed è alta 281 m, la Tower 2 ha 45 piani ed è alta 176 m. La Tower 1 sarà il terzo edificio più alto di Downtown Dubai, dopo il Burj Kalifa e l'Address Downtown.[22] Il complesso dovrebbe essere destinato ad edilizia residenziale di lusso.[23]

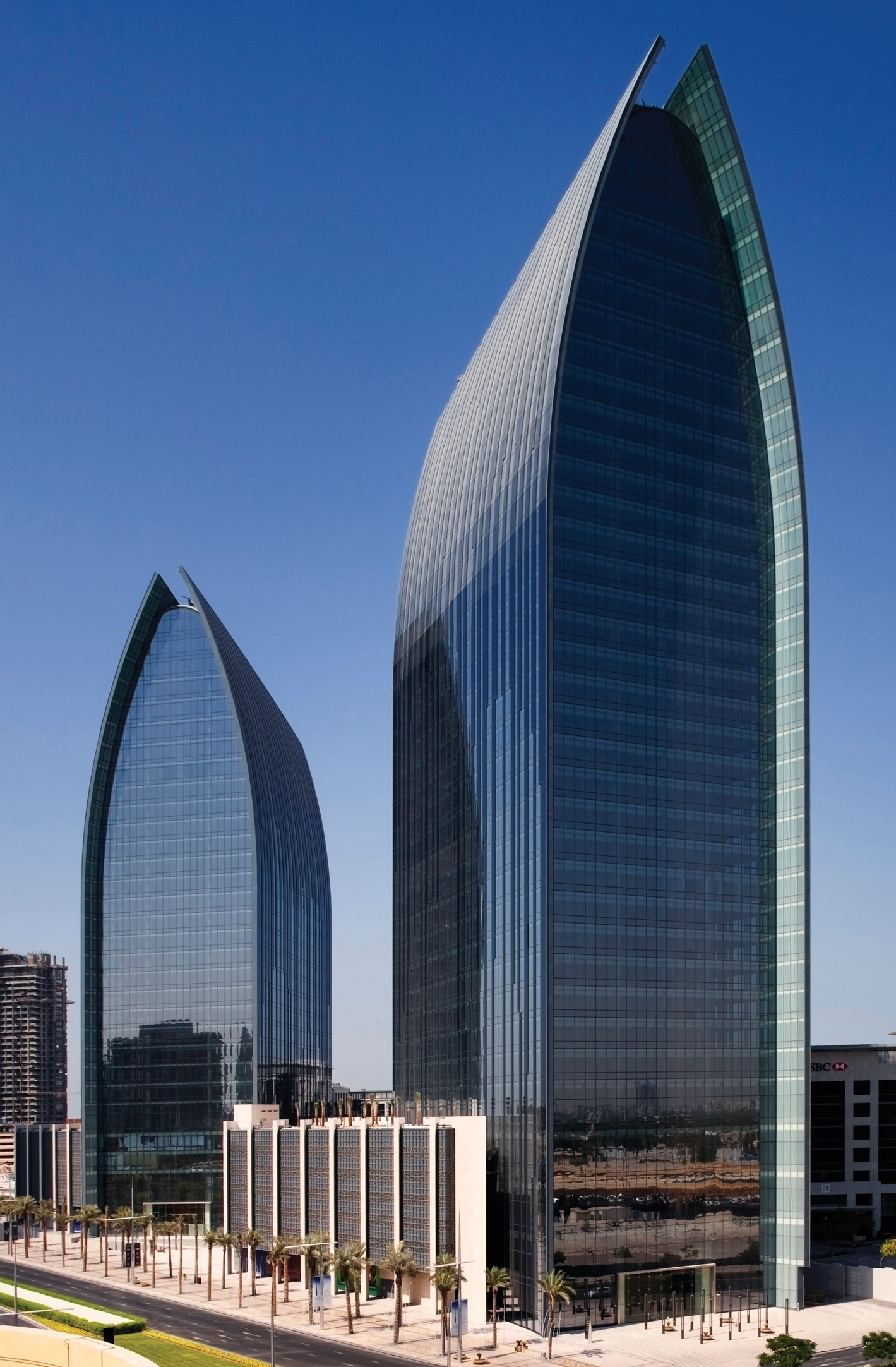
Boulevard Plaza Towers

- Boulevard Plaza Towers: ovvero Boulevard Plaza 1 (168,5 m.)[24] e Boulevard Plaza 2[25] (141 m). Gli edifici si trovano nella parte settentrionale del quartiere, lungo il Boulevard Mohammed Bin Rashid. Il Boulevard Plaza 1 è alto 37 piani e il Boulevard Plaza 2 è alto 30 piani. Gli edifici condividono un podio comune. Il design dei due edifici del Boulevard Plaza include elementi apertamente islamici nella struttura che presenta degli archi a sesto acuto che tuttavia sono incompleti in quanto al vertice in alto non si incontrano. Gli edifici sono adibiti ad uffici e dispone di un parcheggio a più livelli con oltre 2.000 posti auto coperti.[26]

## Infrastrutture e trasporti

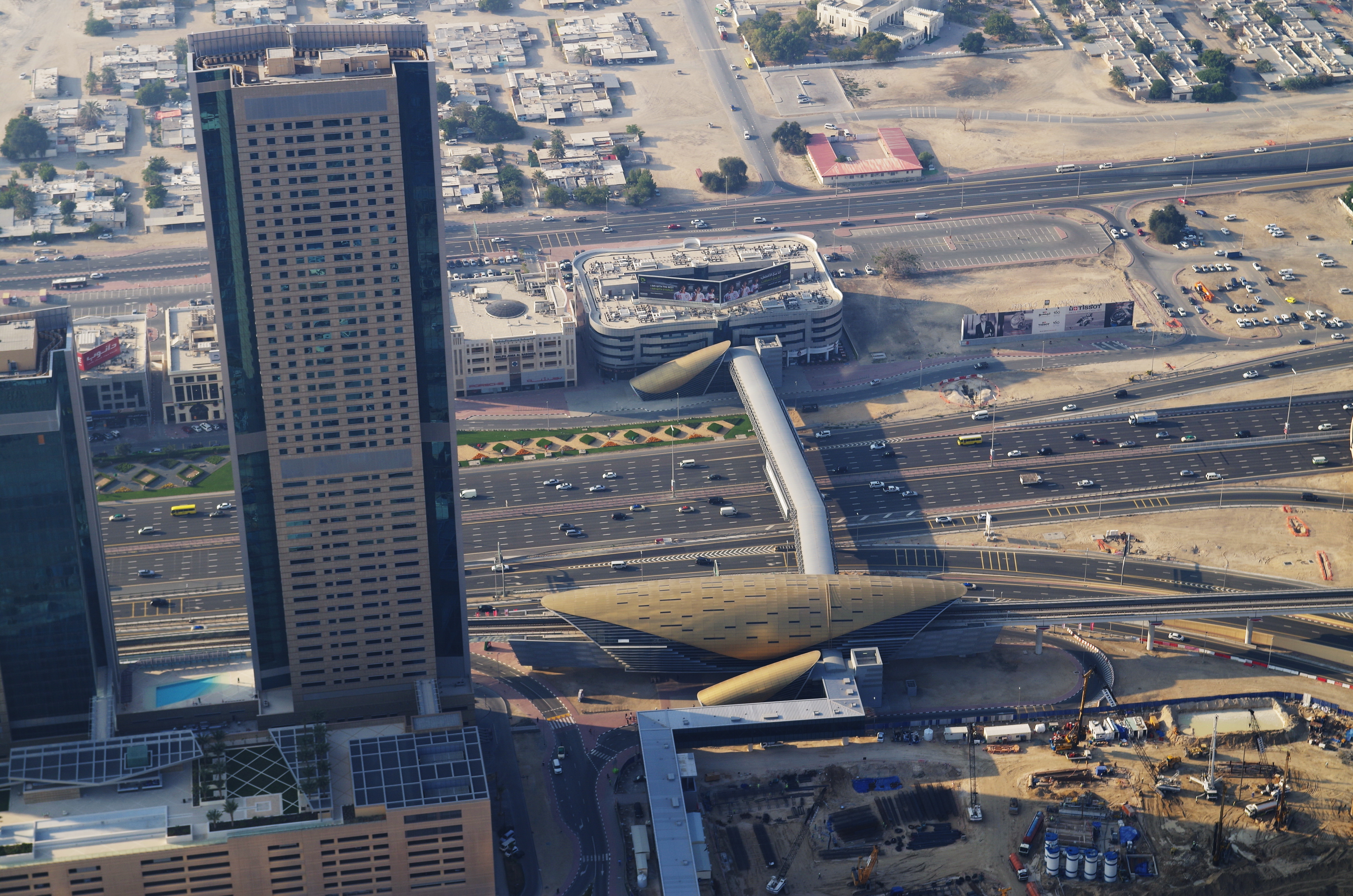
Stazione Burj Khalifa/Dubai Mall. In basso è visibile parte della passerella per raggiungere il centro.

### Metropolitana
Il quartiere è servito dalla Linea Rossa delle Metropolitana di Dubai, che attraversa il lato nord-ovest di Downtown Dubai lungo il viadotto che segue il percorso della Sheikh Zayed Road. L'unica fermata nel quartiere è quella chiamata Burj Khalifa/Dubai Mall, che si trova nel quadrante nord-occidentale del quartiere. Le altre due fermate della metropolitana, quella prima, Business Bay, e quella dopo, Financial Centre, risultano comunque essere troppo distanti dal centro di Downtown Dubai per risultare utili nella maggioranza dei casi.
D'altra parte anche la stazione Burj Khalifa/Dubai Mall non risulta molto comoda per raggiungere il centro del quartiere con i suoi luoghi simbolo, quali il Dubai Mall o il Burj Khalifa, costringendo chi desidera raggiungere queste destinazioni o a utilizzare dei bus di superficie o ad affrontare una passeggiata di quasi un chilometro.
Per tale ragione del 2012 è stata aperta una passerella coperta e climatizzata, lunga circa 800 metri, che collega la stazione suddetta alla Torre 1 del Burj Vista e al Dubai Mall.

### Dubai Trolley

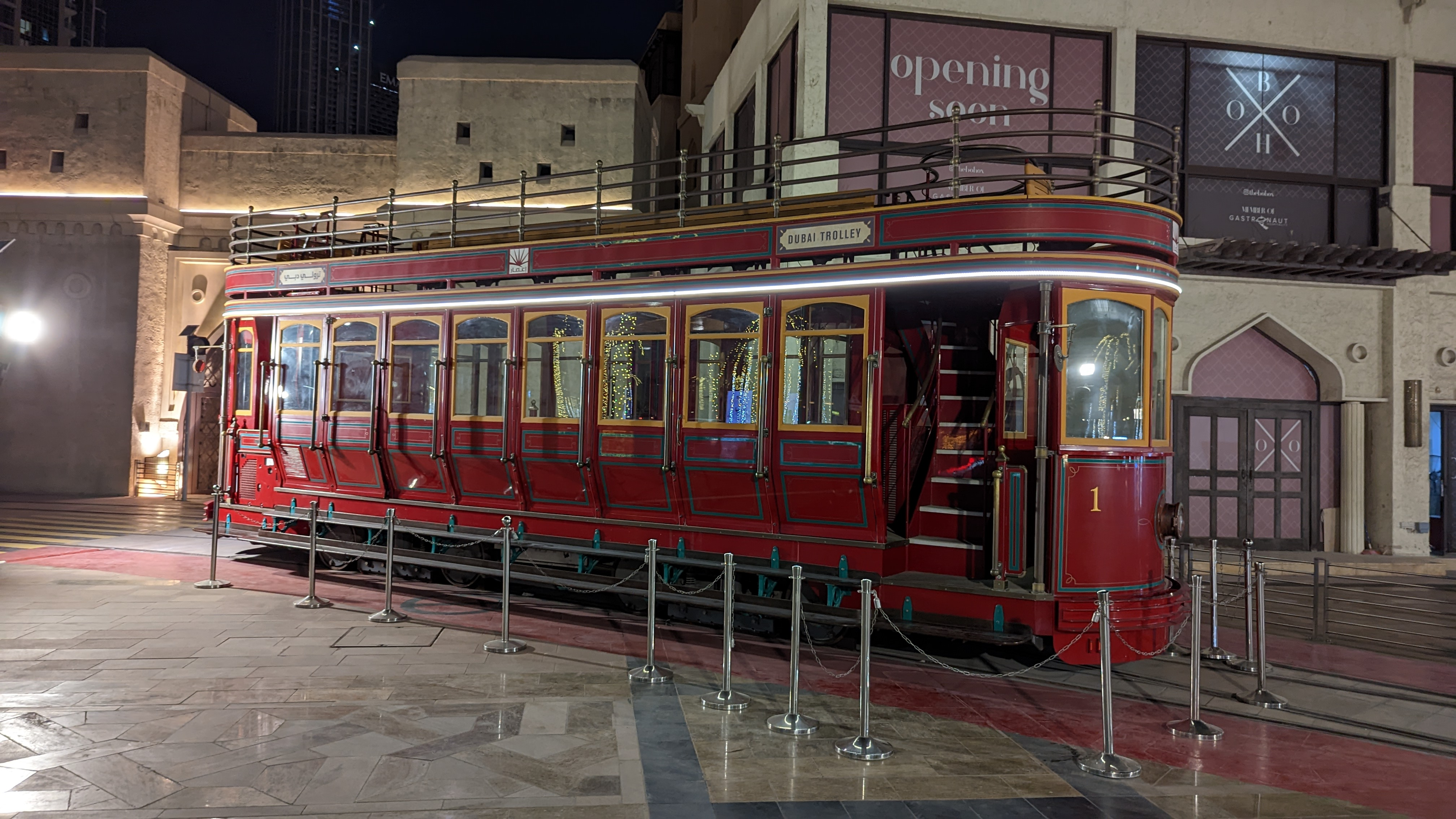
Veicolo numero 1 del Dubai Trolley esposto al pubblico.

Al fine di sviluppare un sistema di trasporti ecologicamente sostenibile, Emaar aveva progettato la realizzazione di una linea tramviaria alimentata a idrogeno e corrente, chiamata Dubai Trolley, che doveva percorrere un anello nel quartiere di Downtown, collegando i principali punti di riferimento del quartiere con la stazione della metropolitana.
La fase sperimentale di questo servizio è stata attivata nel 2015. La linea viaggiava nella mediana del Sheikh Mohammed Bin Rashid Boulevard, lungo un percorso di circa 1 km con tre fermate che servivano gli hotel The Address Downtown, Manzil Downtown e Vida Downtown.
I tram utilizzati per il servizio sono stati appositamente costruiti dalla società americana TIG/m (modello HRT-2 ). Sono dotati di motore elettrico e alimentati da celle a combustibile e sistema di recupero dell'energia tramite frenata rigenerativa. I tram hanno una capacità di 50 passeggeri, con un ponte superiore aperto e un ponte inferiore climatizzato. I tram possono raggiungere una velocità massima di 80 km/h, anche se la velocità di servizio prevista era di 16 km/h. Le vetture hanno uno stile rétro con livrea in rosso brillante con bordi dorati e finiture verdi.
La fase successiva prevedeva un circuito ad anello completo di 4,6 km, a binario unico, monodirezionale, in senso orario, che doveva servirà dieci le stazioni che collegavano la stazione della Metropolitana, il Burj Dubai, il Dubai Mall, e altri grattacieli e alberghi di Downtown. Il tempo previsto per un giro completo era di 8 minuti. Questa seconda fase tuttavia non è mai stata realizzata e il servizio è rimasto operativo sul percorso iniziale dal 2015 al 2019 quando è stato interrotto. Le 3 stazioni realizzate e i binari sono rimasti sul posto, il veicolo del tram numero uno è stato esposto al pubblico in strada, mentre il deposito è ora utilizzato come area commerciale per ristoranti.